# Chosen (singolo Måneskin)
Chosen è un singolo del gruppo musicale italiano Måneskin, pubblicato il 24 novembre 2017 come unico estratto dall'EP omonimo.

## Descrizione
Si tratta di uno dei due brani inediti contenuti nell'EP, nel quale costituisce la traccia d'apertura.

## Video musicale
Il video, diretto dai Trilathera e prodotto da Factotum, è stato pubblicato il 13 dicembre 2017 attraverso il canale YouTube del gruppo.

## Tracce
Testi di Damiano David, musiche di Victoria De Angelis, Thomas Raggi e Ethan Torchio.
1. Chosen – 2:40

## Formazione
Gruppo
- Damiano David – voce, arrangiamento
- Victoria De Angelis – basso, arrangiamento
- Thomas Raggi – chitarra elettrica, arrangiamento
- Ethan Torchio – batteria, arrangiamento

Produzione
- Måneskin – produzione
- Gianmarco Manilardi – montaggio, programmazione
- Donato Romano – missaggio
- Antonio Baglio – mastering

## Classifiche

### Classifiche settimanali
| Classifica (2018-21) | Posizione massima |
| -------------------- | ----------------- |
| Grecia               | 34                |
| Italia               | 2                 |
| Lituania             | 15                |

### Classifiche di fine anno
| Classifica (2018) | Posizione |
| ----------------- | --------- |
| Italia            | 78        |